# Campeonato nacional de Estados Unidos 1891
Lista de los campeones del Campeonato nacional de Estados Unidos de 1891:

## Senior

### Individuales masculinos
Oliver Campbell vence a  Clarence Hobart, 2-6 7-5 7-9 6-1 6-2

### Individuales femeninos
Mabel Cahill vence a  Ellen Roosevelt, 6-4, 6-1, 4-6, 6-3

### Dobles masculinos
Oliver Campbell /  Bob Huntington vencen a  Valentine Hall /  Clarence Hobart,  6-3, 6-4, 8-6

### Dobles femeninos
Mabel Cahill /  Emma Leavitt Morgan vencen a  Grace Roosevelt /  Ellen Roosevelt, 2-6, 8-6, 6-4

### Dobles mixto
Mabel Cahill /  M. R. Wright vencen a  Grace Roosevelt /  C. T. Lee, 6-4, 6-0, 7-5
| Predecesor: 1890                         | Campeonato nacional de Estados Unidos 1891 | Sucesor: 1892                         |
| Predecesor: Campeonato de Wimbledon 1891 | Grand Slam 1891                            | Sucesor: Campeonato de Wimbledon 1892 |

- Datos: Q2620545